# 잔허구
잔허구(한국어: 잠하구, 중국어: 湛河区, 병음: Zhànhé Qū)는 중화인민공화국 허난성 핑딩산 시의 현급 행정구역이다. 넓이는 124km2이고, 인구는 2007년 기준으로 240,000명이다.

## 기후
연평균 기온은 15.0℃이고 1월 평균기온은 1.2℃, 7월 평균기온은 27.6℃이다. 연평균 강수량은 745.8mm이고 무상일수는 228일, 연 일조시간은 2061시간이다.

## 행정 구역
6개 가도, 1개 진, 1개 향을 관할한다.
- 가도: 马庄街道, 南环路街道, 姚孟街道, 九里山街道, 轻工路街道, 高阳路街道.
- 진: 北渡镇.
- 향: 曹镇乡.